# Le Baiser (Munch)
Pour les articles homonymes, voir Le Baiser.
Le Baiser est une huile sur toile que l'artiste symboliste norvégien Edvard Munch a peinte en 1892. Pièce de sa série La Frise de la vie, qui illustre les étapes d'une relation entre une femme et un homme, Le Baiser est la peinture d'un thème sur lequel Munch expérimentait depuis 1888-1889 : un couple qui se donne un baiser, leurs visages se fondant ensemble pour symboliser son unité. Exposée dès 1903, cette œuvre est conservée au musée Munch à Oslo.

## Description
Le Baiser est une huile sur toile de 81 cm sur 99. Cette peinture représente un couple dans la quasi-obscurité, seul un brin de la lumière du jour pénétrant par une fenêtre couverte en majeure partie par un rideau. Le couple s'embrasse et semble fusionner en une personne, leurs visages étant une seule forme sans traits.
Bien que plus simple, cette œuvre ressemble à une autre peinture du même thème produite par Munch pendant la même période.

## Contexte

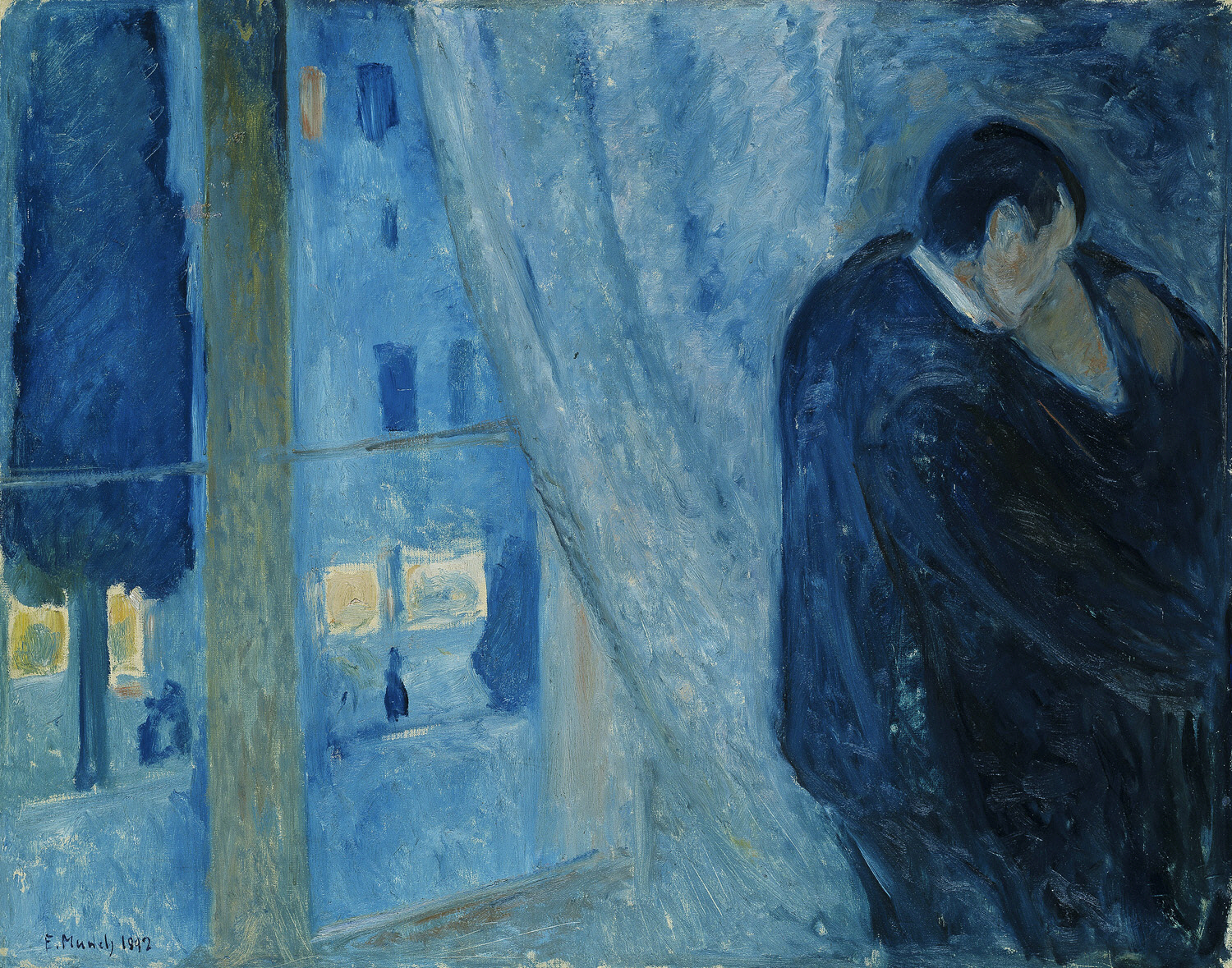
Baiser à la fenêtre (1892), représentation antérieure du motif du baiser

Edvard Munch (1863-1944) a dû faire face à la maladie physique, à la maladie mentale, à un décès dans la famille, ainsi qu'à un père strict et très religieux. Il a connu la déception en amour et une faible santé, ce qui lui a causé des crises de mélancolie. Il est aussi devenu alcoolique. Il ne s'est jamais marié. Cette situation a influencé sa production artistique et les états émotionnels peints. « La plupart des personnages de Munch ne sont pas fous, mais paralysés par des sentiments immenses de chagrin, de jalousie, de désir ou de désespoir que bien des gens ont trouvés choquants en raison de leur érotisme, de leur style cru ou des signes d'instabilité mentale ».
Munch a traité le thème du baiser d'un couple, tant en peinture qu'en gravure sur bois, dès 1888-1889. Dans ses nombreux traitements de ce thème, il y a un contraste entre l'intérieur et l'extérieur de la salle où se trouve le couple. Le monde extérieur paraît animé, alors que la salle est intemporelle, le couple figé dans son étreinte. Dans la présente peinture, la forme abstraite du couple, dont les visages paraissent avoir fusionné, indique son sentiment d'appartenance et d'intimité Dans les versions postérieures du thème, non seulement les visages sont fusionnés, mais aussi les corps. Ce thème fait partie du cycle de Munch appelé La Frise de la vie, à laquelle il consacra plus de trente ans de carrière. Ce cycle représente les stades d'une relation entre un homme et une femme et fait partie de ce que Munch appelait « la bataille entre l'homme et la femme que l'on appelle l'amour » ; il comprend la représentation d'attractions, de réalisations et de déceptions.

## Analyse

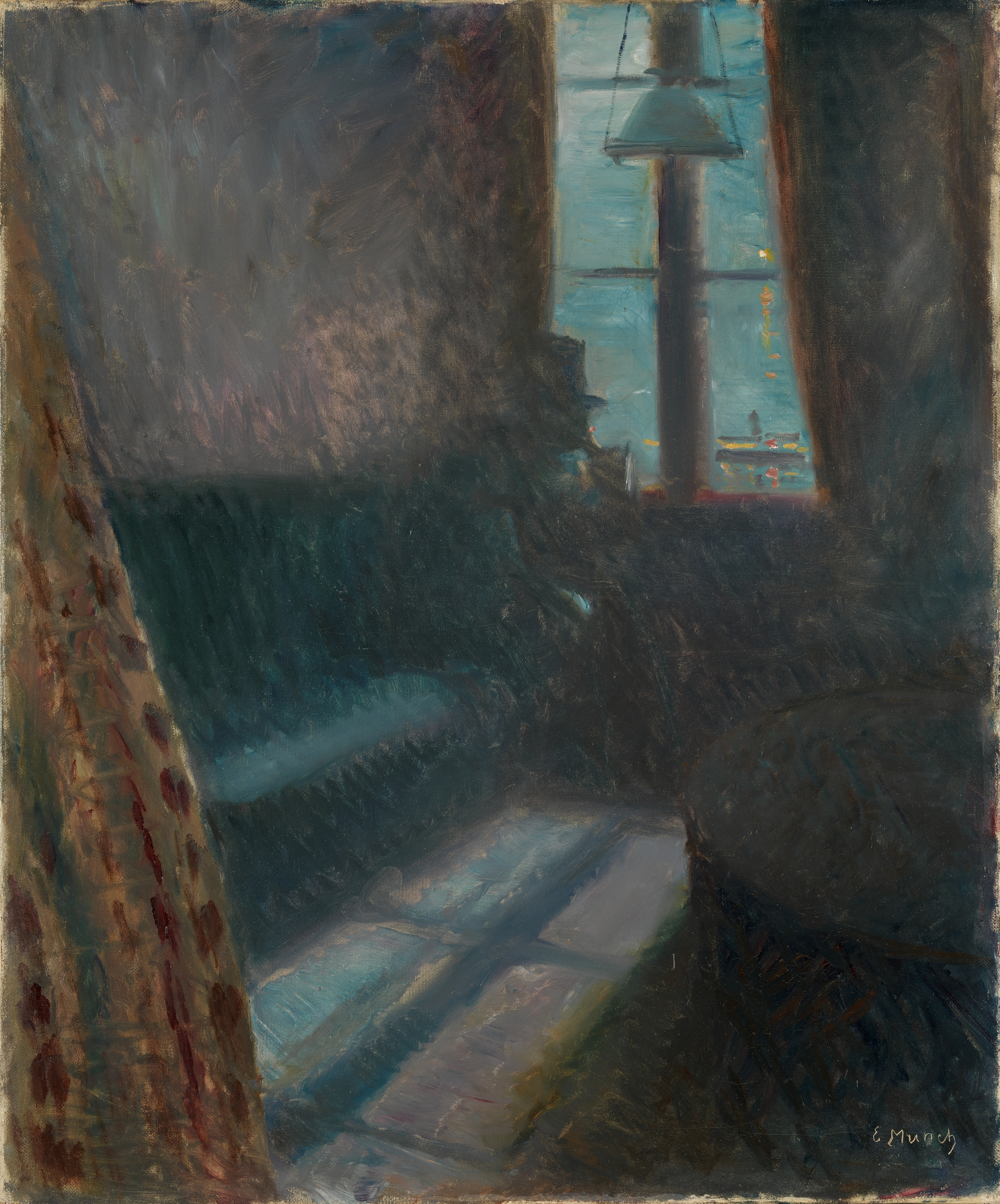
Nuit à Saint-Cloud (1890)

Selon le Musée d'art moderne de New York, l'ambiance sombre du Baiser représente bien l'ambivalence de Munch à l'égard de l'idylle. Dans la peinture de 1897, l'historien de l'art Reinhold Heller juge « pratiquement impossible » de séparer les deux personnages, notamment là où les visages se touchent et ne font plus qu'un. Selon lui, la représentation des amants traduit leur unité, mais aussi une « perte d'individualité, une perte de son existence et de son identité propres », allusion à la mort.
L'écrivain Stanisław Przybyszewski (1868-1927) a critiqué la fusion des visages, trouvant qu'ils « ressemblaient à une oreille gigantesque … sourde dans l'extase du sang ». L'écrivain August Strindberg (1849-1912) a abondé dans le même sens : il a écrit que le couple devenait « la fusion de deux êtres, dont le plus petit, en forme de carpe, semble prêt à dévorer le plus grand ».
Vu la ressemblance de la chambre du Baiser avec celle de Munch représentée dans Nuit à Saint-Cloud, le critique d'art Ulrich Bischoff voit dans la première un élément autobiographique.

## Localisation
Le Baiser fait maintenant partie de la collection du musée Munch d'Oslo, consacré aux œuvres du peintre.